# Cerne Abbas

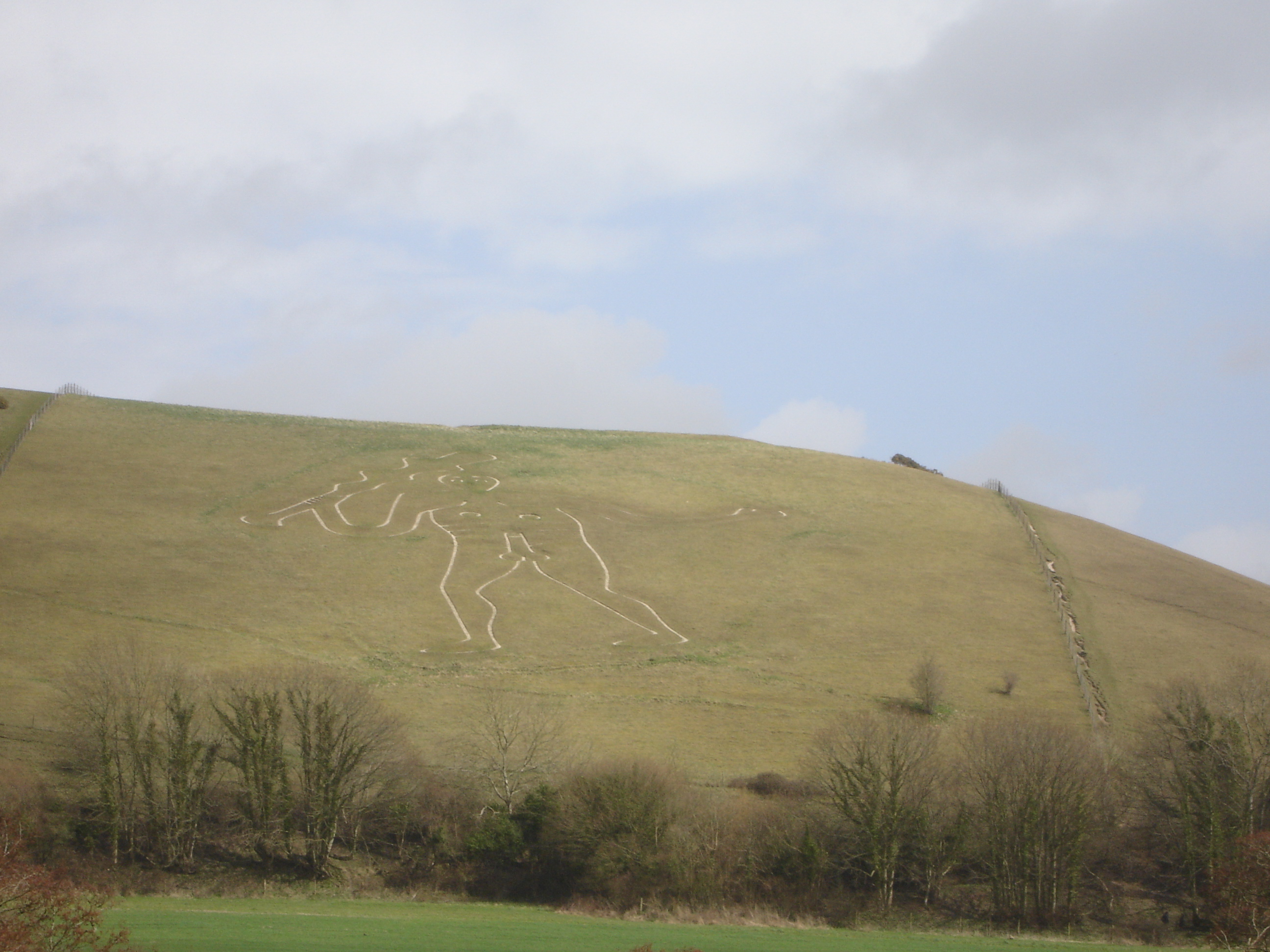
Vista completa del gigante al atardecer.

Cerne Abbas es una vieja villa ubicada en el valle del río Cerne, entre escabrosas colinas de tiza en el condado de Dorset, Inglaterra, Reino Unido. La villa tiene una población de 732 habitantes según el censo del 2001. En el censo de 1998 contaba con 780 habitantes.

Es una pintoresca villa turística con muchas atracciones, las cuales incluyen su río, sus calles y casas empedradas y la abadía. La atracción más famosa es el Gigante de Cerne Abbas, la figura de un hombre desnudo de alrededor de 55 metros de longitud.
Esta villa creció alrededor de la grandiosa abadía benedictina, fundada en 987 dc. Durante más de quinientos años la abadía dominó la zona, rindiéndose a Enrique VIII en 1539 con la Disolución de los monasterios. Fue destruida en su mayor parte, quedando únicamente un trozo del pórtico de Abbot y la hospedería.
Durante los siglos posteriores a la Disolución, la villa prosperó como pequeño mercado. Su riqueza provino parcialmente gracias a la fabricación de cerveza, la cual se hizo famosa por su calidad y era vendida en lugares tan alejados como Londres e incluso exportada a América, debido a su fabricación con aguas subterráneas. En un tiempo, Cerne Abbas tuvo catorce tabernas que servían tanto a visitantes como a una población de alrededor de 1.500 personas. La energía hidráulica también dio lugar a moliendas, curtidos, tejedurías de seda, guantes y sombrererías, así como a otras muchas pequeñas industrias.
La llegada del ferrocarril en el siglo XIX circunvaló Cerne y la villa decayó. Hacia 1906, la población se había reducido a la mitad y muchas de las casas se encontraban en ruinas. Sin embargo, en 1919 fue vendida por la testamentaría de Pitt-Rivers, quien la había poseído y el pueblo ahora tiene una escuela, una oficina de correos, tres históricas tabernas, salas de té y diferentes tiendas.

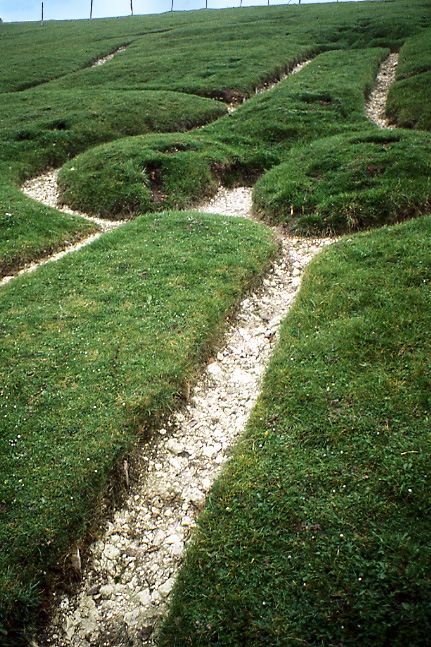
Genitales del gigante.